# Студија 329
Студија 329 је било клиничко испитивање спроведено у Северној Америци од 1994. до 1998. године, како би се проучила ефикасност пароксетина, ССРИ антидепресива при лечењу деце старости од 12 до 18 година са дијагнозом теже депресије. Испитивање је водио тадашњи професор на Браун универзитету, Мартин Келер, а финансирала га је британска фармацеутска компанија  SmithKline Beecham, од 2000. године позната као Глаксосмитклајн (GSK). Пароксетин се упоређивао са имипрамином, трицикличним антидепресивом и плацебом. SmithKline Beecham je 1991. године пустио пароксетин у продају, пласирајући га као Paxil у Северној Америци, и као Seroxat у Великој Британији. Од 1997. до 2006. године је зарада од продаје само у САД била 11.7 милијарди долара.
Студија је објављена 2001. године у часопису Америчке академије за дечију и адолесцентну психијатрију (JAACAP), где су Мартин Келер и још 21 истраживач наведени као коаутори. Постала је контроверзна када је откривено да је чланак написала ПР фирма коју је унајмио SmithKline Beecham. Изнесене су непримерене тврдње у вези ефикасности лека, и умањена су сигурносна питања. Полемика је довела до неколико тужби, и појачаних позива фармацеутских компанија да открију све податке у вези клиничких истраживања.
SmithKline Beecham је интерно признао 1998. године да студија није показала ефикасност пароксетина у адолесцентској депресији. Поред тога, више пацијената из групе која је узимала пароксетин је показало самоубилачко размишљање и понашање. Иако су се негативни резултати помињали у чланку, у закључку нису узети у обзир; напротив, закључено је да је пароксетин „генерално добро толерисан и ефикасан за тежу депресију код адолесцената“.
Британска регулаторна агенција за лекове и здравствене производе (MHRA) анализирала је студију 329 и друге студије о пароксетину, закључујући да, иако није било доказа о ефикасности пароксетина код деце и адолесцената, постоје чврсти докази о узрочној вези овог лека и суицидалног понашања. Следећег месеца су MHRA и Америчка управа за храну и лекове (FDA) саветовали лекаре да не преписују пароксетин деци млађој од 18 година. MHRA је покренула кривичну истрагу звог понашања GSK-а, али је 2008. године објавила да неће бити оптужби. Државни адвокат Њујорка Елиот Шпицер је 2004. године тужио GSK због ускраћивања података, а 2012. је Министарство правде САД казнило компанију за три милијарде долара укључујући суму за ускраћивање података о пароксетину, незаконито промовисање млађима од 18 година, и припремање неистинитог чланка о студији 329. Компанија је негирала да је задржала податке и рекла да је „повећана стопа суицидалног размишљања или је покушај самоубиства откривен” тек када су заједно анализирани подаци из девет дечијих испитивања на пароксетину.
Чланак о студији 329 никада није повучен. Уредници часописа кажу да су негативни налази укључени у табелу и да стога нема разлога да се чланак повуче. У септембру 2015. је часопис BMJ објавио поновну анализу студије. По тој анализи је закључено да се ни пароксетин ни имипрамин нису разликовали по ефикасности од плацеба у лечењу депресије, да је група пароксетина више исказивала суицидне идеје и понашања, и да је имипрамин група доживела више кардиоваскуларних проблема.

## Клиничко испитивање

### Преглед
Студија 329 била је скуп осмонедељних насумичних клиничких испитивања на слепо која су вршена у 12 универзитетских или болничких психијатријских одељења у САД и Канади у периоду од 1994. до 1997. Студија је упоредила пароксетин са имипрамином код тинејџера старости 12 до 18 година са депресивним поремећајем у трајању од најмање осам недеља. Мартин Келер, тада професор психијатрије на Универзитету Браун, предложио је испитивање компанији 1992. као највеће истраживање до тада за испитивање ефикасности ССРИ антидепресива код деце.
Након скрининг фазе априла 1994., нa 275 пацијената је случајно додељен пароксетин, имипрамин или плацебо. Групи пароксетина даване су дозе од 20 милиграма дневно током четири недеље, повећавајући на 30 милиграма у петој и 40 милиграма у шестој недељи, уколико је лекар сматрао да је то прикладно. Последња студијска посета била је у мају 1997. године, а пацијентима је откривена тајна у октобру.

### Ефикасност
Протокол студије описује два основна и шест секундарних исхода помоћу којих се мери ефикасност. Подаци су показали да пароксетин није био ефикаснији од плацеба. Према Мелани Њуман, „лек је дао позитиван резултат само када су примењене четири нове мере секундарног исхода које су уведене након прве анализе података. Петнаест нових мера секундарног исхода није успело да донесе позитивне резултате.”

### Безбедност
Једанаест испитаника на пароксетину, у поређењу са пет испитаника на имипрамину и два на плацебу, доживело је проблеме у понашању и емоционалну лабилност. Истраживачи су догађаје доживели као нежељене ако су резултирале хоспитализацијом, самоубилачким понашањем, или ако је лекар неки догађај сматрао озбиљним. Од 93 особе које су узимале пароксетин, једна особа је имала главобоље, а 10 особа је имало психијатријске проблеме. Од тих 10 особа седморо је хоспитализовано. Двоје од 10 је доживело погоршање депресије, двоје је имало проблеме са понашањем попут агресије, једна особа је доживљавала претерану еуфорију, и њих пет је било емоционално лабилно, укључујући једну особу са самоубилачким идејама и понашањем. Од 95 пацијената који су узимали импирамин, и 89 на плацебу, по једна особа у обе групе је доживела емоционалну нестабилност. Ипак, Келер је у свом чланку закључио да је од 11 нежељених догађаја, само главобоља била последица коришћења пароксетина.

## документ из 1998.
Октобра 1998. године одељење за неоронауке фирме SmithKline Beecham је објавило рад „Seroxat/Paxil адолесцентна депресија: Рад од трећој фази клиничких студија“, у ком су разматрали студије 329 и 377. Студија 377 је испитивање спроведено од 1995. до 1998. године, трајало је 12 недеља, и поредило је пароксетин и плацебо код тинејџера.
У раду је објашњено да SmithKline Beecham неће предати регулаторима податке о студијама 329 и 377, и разматрано је како треба пажљиво ширити те податке како би се избегао било какав негативни комерцијални утицај. У прилогу дописа наведено је да су резултати разочаравајући и да не подржавају тврдњу етикете да се пароксетин може користити за лечење адолесцената: „Најбоље што се могло постићи је изјава да, иако су подаци о безбедности били убедљиви, ефикасност није доказана.“ У раду је речено да би било комерцијално неприхватљиво укључити изјаву да ефикасност није доказана, јер би то нарушило профил пароксетина.
Студија 329 је показала „ефикасност Seroxat/Paxil-а код свих показатеља депресије“, али по овом раду „није успела да докаже статистички значајну разлику од плацеба по примарним мерама ефикасности“. Студија 377 такође „није успела да докаже било какво одвајање  Seroxat/Paxil-а од плацеба“. SmithKline Beecham је одлучио да објави студију 329, али не и 377, и да не поднесе ни једну пријаву регулаторима јер су били „недовољно робусни да подрже промену етикета“.
Документ је процурео током суђења и први пут га је објавио Канадски часопис медицинског удружења у марту 2004. Представник GSK-a је тврдио да допис доводи до непримерног закључка и да није у складу са чињеницама, да се GSK придржавао свих регулаторних захтева за излагање података о безбедности, и да су лекарима послали податке о безбедности и ефикасности путем плаката, сажетака и других публикација.

## JAACAPчланак

### Ауторство
Иако су у чланку  JAACAP-а као аутори наведени Мартин Келер и још 21 лекар и истраживач, чланак је написала компанија Scientific Therapeutics Information (STI), копманија из Спрингфилда у Њу Џерзију специјализована за комуникације у фармацеутској индустрији. У чланку се није помињао STI. Поменуто је да је у уређивању чланка помогла Сали К. Ладен, и на списку аутора се налазио Џејмс Мекаферти из GSK-а, али чланак није открио његову припадност компанији.
STI је са компанијом SmithKline Beecham радио на промоцији пароксетина од почетка 1990-их. Сали Ладен и Џон Романкиевиц из STI –а су у априлу 1998. послали 17,250 долара SmithKline Beecham-у како би радили на шест нацрта студије о 329 радова, укључујући коначни нацрт, који покрива раздобље до марта 1999. године. Износ се плаћао у ратама: 8,500 долара на почетку, 5,125 долара после трећег нацрта и 3.625 долара након слања чланка у часопис.
Процена је обухватала целокупно писање, уређивање, истраживање, уређивање копија, уметнички рад и координацију са лекарима и другима који ће бити именовани као аутори. Мартин Келер би био наведен као главни аутор. Први нацрт био је спреман до децембра 1998. Документи SmithKline Beecham-а показују да су Ладен и STI управљали читавим процесом објављивања, укључујући писање пропратног писма часопису које је она послала Келлеру, с упутством да га пренесе у свој образац.

### Публикација
STI је први пут предао чланак у часопису Америчког лекарског удружења (ЈАМА), који га је одбио у новембру 1999. Забринутост коју су исказали рецензенти ЈАМА-е укључивала је да је „главни налаз студије висока стопа реакције на плацебо“. Такође су предложили да именовани аутори потврде да им је „одобрен пун приступ скупу података ради провере тачности извештаја“.>
У првим нацртима рада за ЈАМА-у нису поменути озбиљни штетни догађаји. Научник SmithKline Beecham-а Џејмс Мекаферти је додао пасус о томе у јулу 1999. године, додајући да је 11 пацијената на пароксетину имало озбиљне штетне догађаје, у односу на два пацијента на плацебу: „погоршање депресије, емоционалне лабилности и главобоље сматрали су се повезаним, или евентуално повезаним са лечењем“.< Ово је промењено у коначној верзији где је речено да је лекар само главобољу повезао са лечењем пароксетином.
Децембра 1999. године, Ладен је предала преправљени документ  JAACAP-у, који је у то време водила Мина К. Дулкан, главна уредница. Према Мелани Њуман из BMJ-а представници JAACAP-а су написали да није јасно приказана ефикасност пароксетина, и упитали да ли због високе стопе реакције на плацебо ССРИ треба сматрати терапијом прве линије. JAACAP је прихватио чланак у јануару 2001. и објавио га у јулу.
У чланку је закључено да је пароксетин генерално добро подношен и ефикасан за лечење депресије код адолесцената. Мекафертијев пасус о могућој повезаности лечења са погоршањем депресије и емоционалном лабилношћу је уклоњен. Једини нежељени догађај који се у чланку приписује пароксетину је главобоља код једног пацијента. У чланку је речено да је истражитељ оценио да су ови озбиљни нежељени догађаји повезани са лечењем код само 4 пацијента (пароксетин, 1; имипрамин, 2; плацебо, 1), и да се узрочно-последична веза не може поуздано утврдити. Закључено је: „Налази ове студије пружају доказ ефикасности и сигурности ССРИ, пароксетина у лечењу адолесцентске депресије.“

## Глаксосмитклајн порука о продаји 2001., алтернативна употреба
Глаксосмитклајн је користио чланак Америчке академије за дечију и адолесцентну психијатрију (ЈААЦАП) за промоцију пароксетина лекарима за употребу код тинејџера, док лек није одобрен за употребу код деце и адолесцената. Компанијама за лекове забрањено је промовирање лекова за неодобрену употребу, али лекарима је дозвољено да прописују лекове за оно што је познато као алтернативна употреба. У Уједињеном Краљевству је за децу и адолесценте 1999. године написано 32.000 рецепата за пароксетин, а у САД 2,1 милиона 2002. године, зарадивши 55 милиона Глаксосмитклајну.
7. августа 2001. Сали Лејден, главни аутор чланка ЈААЦАП-а, приредио је Глаксосмитклајн-у да купи 500 копија чланка, 300 за Келер и 200 за Закериа Хавкинса из Глаксосмитклајн-овог тима за управљање производима пароксетина. 16. августа 2001. Закери Хавкинс шаље писмо о студији 329 „сви продајни заступници који продају пароксетин“, називајући студију 329 „најсавременијом, најзначајнијом студијом.“ Писмо се завршава са

Закључно, налази ове студије пружају доказ ефикасности и сигурности пароксетина у лечењу адолесцентске депресије. Ево још једног примера Глаксосмитклајнове посвећености психијатрији изношењем „врхунских“ научних података. Пароксетина је заиста ИЗВАНРЕДАН производ који и даље показује ефикасност, чак и код ове недовољно проучаване популације.

## Упити у Великој Британији

### BBC Панорама
Шкотска новинарка Шели Џофре представила је четири истражна програма о пароксетину за BBC Панорама између 2002. и 2007. године, укључујући један посвећен студији 329, „Тајне суђења против дрога“ (јануар 2007) Програм за 2007. годину заснован је на хиљадама интерних докумената сакупљених током тужби пацијената и породица против Глаксосмитклајн-а.
Интересовање Џофреа за пароксетин започео је случајем Тимотина Тобина против SmithKline Beecham из јула 2001. године у Сједињеним Државама. Породица 60-годишњег Доналда Шела тужила је компанију након што је Шел упуцао супругу, ћерку и бебу унуку, а затим извршио самоубиство 2 дана након што је започео курс пароксетина 1998. године. Порота у Вајомингу доделио је тужитељима 6,4 милиона долара.
Први од Џофреових програма, „Тајне сероксата“, емитован је 13. октобра 2002. и обухватио је случај Шел, студија 329, и Глаксосмитклајн-ове напоре продавања лекова деци. Причајући о студији 329 и употреби пароксетина, Алистер Бенбо, шеф европске психијатрије за Глаксосмитклајн, рекао је Џофреу да је током студије 329 пароксетин „генерално добро поднешен код овако тешке популације.“

### Глаксосмитклајнов информативни документ маја 2003.
У фебруару 2003. године МХРА-ов Одбор за сигурност лекова основао је радну групу за истраживање ССРИ и његову безбедности. У припреми за свој први састанак, МХРА се састала са Глаксосмитклајн-ом 21. маја 2003. како би се осигурала да је Глаксосмитклајн доставила све информације од значаја за пароксетин, и да би дискутовати Џофреов други програм за Панораму.
Пред крај састанка, Глаксосмитклајн је предао информативни документ са 79 страница, „Пароксетин: Критична оцена пароксетин хидрохлорида за лечење педијатријског опсесивно-компулзивног поремећаја и социјалног анксиозног поремећаја код деце и адолесцената“. У рад су обухваћени подаци из девет клиничких испитивања која је Глаксосмитклајн спровео на пароксетину и деци између априла 1994. и септембра 2002:
| Студија |                              | Трајање   | Дизајн                                                                                              | Годиште | Дозе пароксетина (mg/дан) | Број пацијената |
| ------- | ---------------------------- | --------- | --------------------------------------------------------------------------------------------------- | ------- | ------------------------- | --------------- |
| 704     | ОКП                          | 10 недеља | RCT, наслепо, паралелна група, плацебо, флексибилна доза                                            | 7–17    | 10–50                     | 203             |
| 676     | Социјална фобија             | 16 недеља | RCT, наслепо, паралелна група, плацебо, флексибилна доза                                            | 8–17    | 10–50                     | 318             |
| 329     | Тежа депресијска епизода     | 8 недеља  | RCT (1:1:1) наслепо, паралелна група, плацебо и активно контролисано, флексибилна доза              | 12–18   | 20–40                     | 271             |
| 377     | Тежа депресијска епизода     | 12 недеља | RCT (2:1), наслепо, паралелна група, плацебо, флексибилна доза                                      | 13–18   | 20–40                     | 274             |
| 701     | Тежа депресијска епизода     | 8 недеља  | RCT, наслепо, паралелна група, плацебо, флексибилна доза                                            | 7–17    | 10–40                     | 203             |
| 453     | ОКП/Тежа депресијска епизода | 32 недеља | Двофазно. Фаза 1: 16 недеља, познат парокестин, флексибилна доза. Поједини прелазе у другу фазу.    | 8–17    | 10–60                     | 335             |
|         |                              |           | Фаза 2: 16 недеља, RCT, наслепо, паралелна група, плацебо, фиксирана доза (доза на крају прве фазе) |         |                           | 193             |
| 329     | ОКП/Тежа депресијска епизода | 6 месеци  | Наслепо, паралелна група, продужетак за поједине пацијенте из студије 329                           | 12–18   | 20–40                     | 125             |
| 716     | ОКП/Тежа депресијска епизода | 6 месеци  | Познат лек, продужетак за пацијенте из студија 701 704 и 715                                        | 7–17    | 10–50                     | 265             |
| 715     | ОКП/Тежа депресијска епизода | 6 недеља  | Познат лек, повећање дозе, поновљена доза, фармакокинетика                                          | 7–17    | 10–30                     | 62              |

### Криминална истрага
МХРА октобра 2003. покреће истрагу због понашања Глаксосмитклајна. Истрага је започета због две бриге: 1. дужина времена између завршетка суђења и ГСК-ово преношење сигурносних брига МХРА-у; 2. начин на који је материјал предат.
Уместо да је упозорио МХРА на ризик, Глаксосмитклајна доставља податке у вези захтева за ширење индикација пароксетина код деце.
После четворогодишње истраге, МХРА је у марту 2008. године саопштила да неће бити кривичног гоњења.

## Упити у САД

### Бостон Глоб
У новембру 1995. Алисон Бас, уредник часописа „Бостонски глобус”, започела је истрагу психијатријског одељења Универзитета Бровн којим је председавао Мартин Келер, који је водио Студију 329. Постојале су оптужбе да је одељење узело 218.000 долара из америчких државних средстава за истраживања која изгледају да нису спроведена. Октобра 1999. она је пријавила Келеров финансијски однос са фармацеутском индустријом, који је подразумевао примање 500.000 долара консултантске накнаде претходне године. Бас-ово дело се развило у књизи о Глаксосмитклајн, пароксетину и Студији 329 „Side Effects: A Prosecutor, a Whistleblower, and a Bestselling Antidepressant on Trial” (објављивања 2008. године).

### Преглед под мандатом Управе за храну и лекове
У марту 2004. године Управа за храну и лекове је наложила да компаније за лекове прегледају употребу својих ССРИ код деце. Током 2006. године, истраживачи Глаксосмитклајн-а објавили су преглед пет својих испитивања која су укључивала пароксетин и адолесценте или децу, студију 329 и необјављену студију 377. Они су написали да је самоубилачко понашање дошло код 22 од 642 пацијента на пароксетину (3,4 процента) против пет од 549 на плацебу (0,9 процената). У чланку је закључено: „Адолесценти који су лечени пароксетином показали су повећан ризик од самоубилачким догађајима. (...) Присуство неконтролисаних фактора ризика од самоубиства, релативно мала учесталост ових догађаја и њихова преовладавање код адолесцената са тежом депресијском епизодом отежавају идентификацију једног узрока суицидности код ових педијатријских пацијената.”

### Људи против Глаксосмитклајн
Јуна 2004. године државни правобранилац Њујорка Елиот Шпитзер поднео је тужбу против Глаксосмитклајн-а на Врховном суду државе Њујорк због ускраћивања података о клиничком испитивању пароксетина, укључујући из студије 329. Глаксосмитклајн негира било какву неправду и говоре да су подаци прослеђени регулаторима и лекарима на медицинским конвенцијама и на другим начинима.
Тужба је решена августа 2004. године када Глаксосмитклајн пристаје да плати 2,5 милиона долара и да на свом вебсајту објаве њихове податке о пароксетину и деци и успостави регистар клиничких испитивања који ће садржати сажетке свих испитивања спонзорисаних од стране компаније, почев од 27. децембра 2000. године. До октобра 2004, друге компаније за лекове, укључујући Фајзер, Ели Лили и Merck & Co., договорили су се да оснују сопствене регистре. Глаксосмитклајн се 2013. придружио AllTrials, британској кампањи за регистровање свих клиничких испитивања и резултата.

### Остале тужбе
До 2009. године Глаксосмитклајн је платио скоро милијарду долара за подмиривање тужба које се односе на пароксетин у вези са 450 самоубистава, ускраћивањем података, као и зависношћу и другим захтевима. Додатних 600 нерешених захтева у вези са малформацијом новорођенчади. Тужбе су произвеле хиљаде интерних докумената предузећа, од којих су неки ушли у јавно власништво.

### САД против Глаксосмитклајн
У Октобру 2011. године Министарство правде Сједињених Држава поднело је тужбу по Закону о лажним захтевима оптужујући Глаксосмитклајн за промоцију лекова за неодобрену употребу, неподношење података о безбедности, пријављивање лажних цена и подмићивање лекара у виду поклона, путовања. Жалба је укључивала припрему чланка ЈААЦАП-а о студији 329, преувеличавање ефикасности пароксетина уз смањивање ризика и коришћење чланка за промоцију лека за употребу код адолесцената, што Америчка управа за храну и лекове није одобрила.

## Позиви за повлачење
Дечији психијатар Џон Џуреидини из Женске и дечје болнице у Аделаиди и Ан Тонкин са Универзитета у Аделаиди 2003. године затражили су повлачење радова студије 329.
2005. године филозоф Лемон Мекхенри пожалио се уредници ЈААЦАП-а, Мини Дулцан, да су Келлер и неки други истраживачи именовани као аутори радили за Глаксосмитклајн, али нису изјавили свој сукоб интереса и прекршили ауторска правила часописа. Келер је био саветодавац за неколико компанија које се баве лековима. „Бостонски глобус” саопштава 1999. године да је претходне године зарадио 500.000 долара од консултантског посла који није објављивао часописима који су објавили његово дело нити Америчкој психијатријској асоцијацији. Дулцан је Мекхенрију одговорио да „уколико не постоји специфична оптужба за превару у истраживању, улога научних часописа није у надгледању ауторства.”

## Поновна анализа студије 329
У јулу 2013. године Џон Џуреидини изразио је намеру да се објави нови извештај о Студији 329 у складу са иницјативом РИАТ-а (обнављање невидљивих и напуштених случајева). Истраживачи РИАТ-а — Џоана Ле Ноури, Џон М. Нарадо, Давид Хили, Џон Џуреидини, Мелиса Равен, Кејтлин Туфануру и Елиа Аби-Џоуди објавили су своју поновну анализу у BMJ-ју у сентембру 2015. године. Закључак је био да су „Ефикасност пароксетина и импирамина се није статички или клинички значајно разликовала од плацеба за било који унапред утврђени примарни или секундарни исход ефикасности“. Такође један од закључака је „Дошло је до клинички значајних пораста ... суицидне идеје и понашанја, као и других озбиљних нежељених догађаја у групи са пароксетином и кардиоваскуларних проблема у групи са имипрамином“.

## Антидепресиви и суицидност код младих људи
FDA је 2007. године захтевао да сви антидепресиви садрже оквирно упозорење на повећан ризик од сомоубилачких мисли и понашања код људи узраста од 18 до 20 година, током првих првих два месеца лечења. Cocharine преглед употребе ССРИ код деце је 2012. године закључено да постоје докази о повећаном ризику самоубиства код пацијената лечених антидепрецивима. У овом извештају пише „Међутим, с обзиром на ризике нелечене депресије у смислу завршеног самоубиства и утицаја на функционисање, ако се донесе одлука о употреби лекова, тада би флуоксетин могао бити лек првог избора са датима смерницама“.